# Antón de Moros

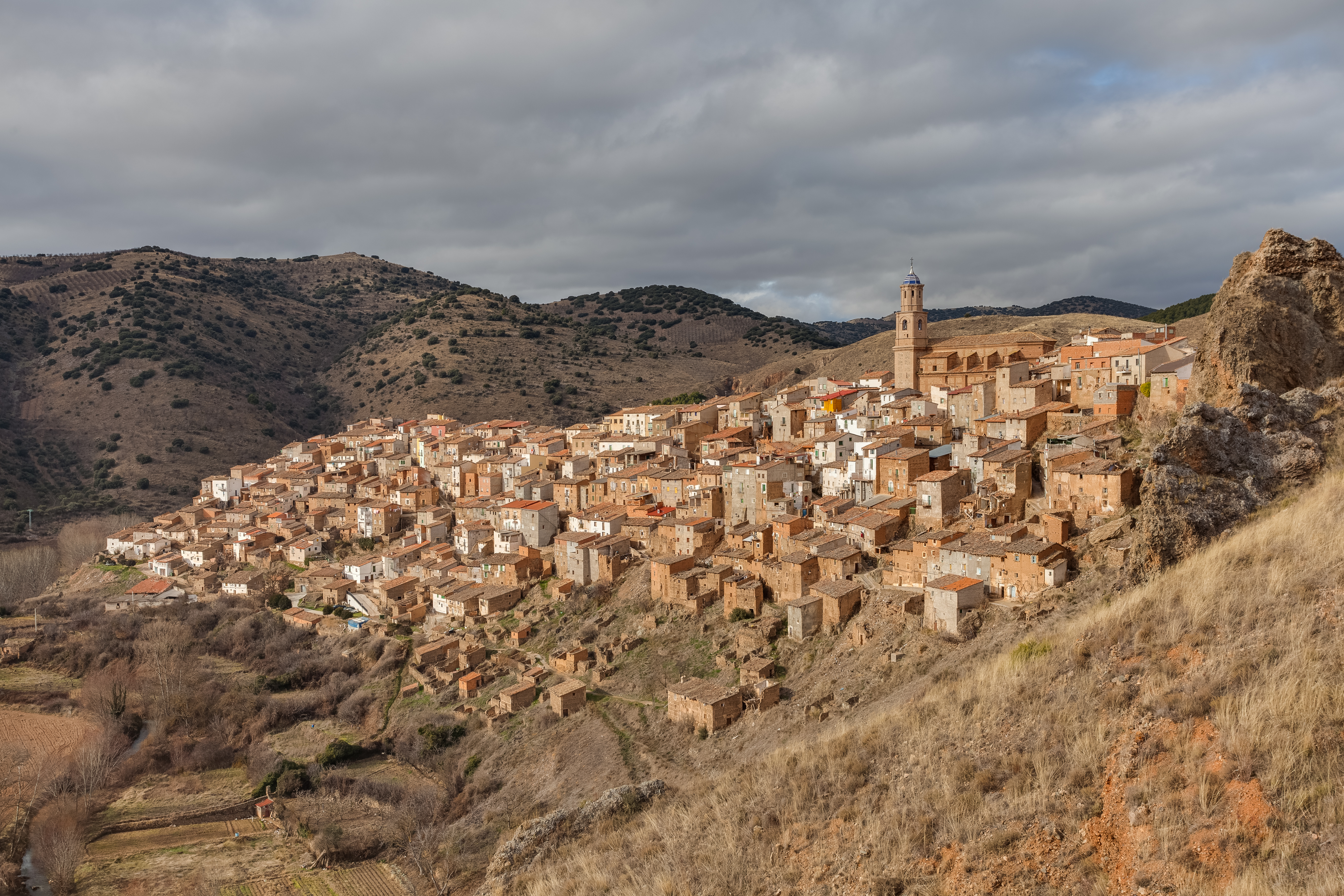
Panorámica de Moros (Zaragoza)

Antón de Moros fue un poeta cancioneril de mediados del siglo XV.
Por su nombre cabe inferir que era aragonés y acaso nacido en Moros (Zaragoza). Su única obra conocida es un agrio debate con otro poeta, este castellano, Gonzalo Dávila, al parecer maestresala de Enrique IV al menos desde 1466 y autor también de un poema de burlas incluido solo en la primera edición del Cancionero General (1511). El debate fue estudiado y editado por el hispanista francés Alfred Morel-Fatio.